# Tiroler Landestheater Innsbruck

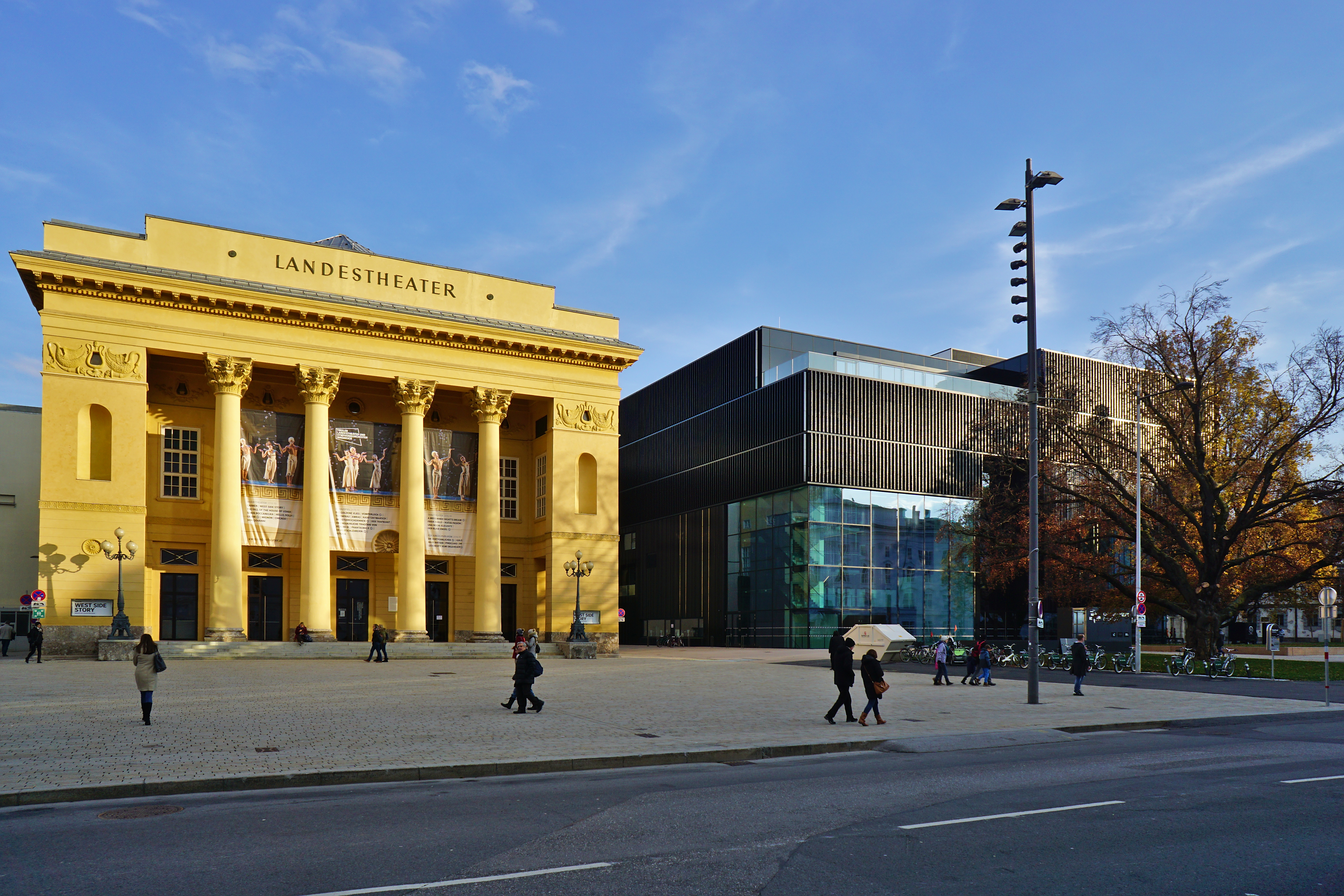
Landestheater und Haus der Musik (2018)

Das Tiroler Landestheater ist ein Mehrspartenhaus in der Tiroler Landeshauptstadt Innsbruck und der größte Theaterbetrieb Westösterreichs. Das große Haus fasst etwa 800 Sitzplätze. Die Kammerspiele als zweite Spielstätte sind im benachbarten Haus der Musik untergebracht. Auf dem Spielplan stehen Schauspiel, Oper, Operette, Musical und Tanztheater; für die Musik ist das Tiroler Symphonieorchester zuständig.

## Lage
Das Tiroler Landestheater befindet sich in unmittelbarer Nähe der historischen Altstadt, umgeben von Hofburg, Hofkirche, Hofgarten und SOWI-Fakultät der Universität Innsbruck. Direkt daneben steht das Haus der Musik Innsbruck.

## Baugeschichte

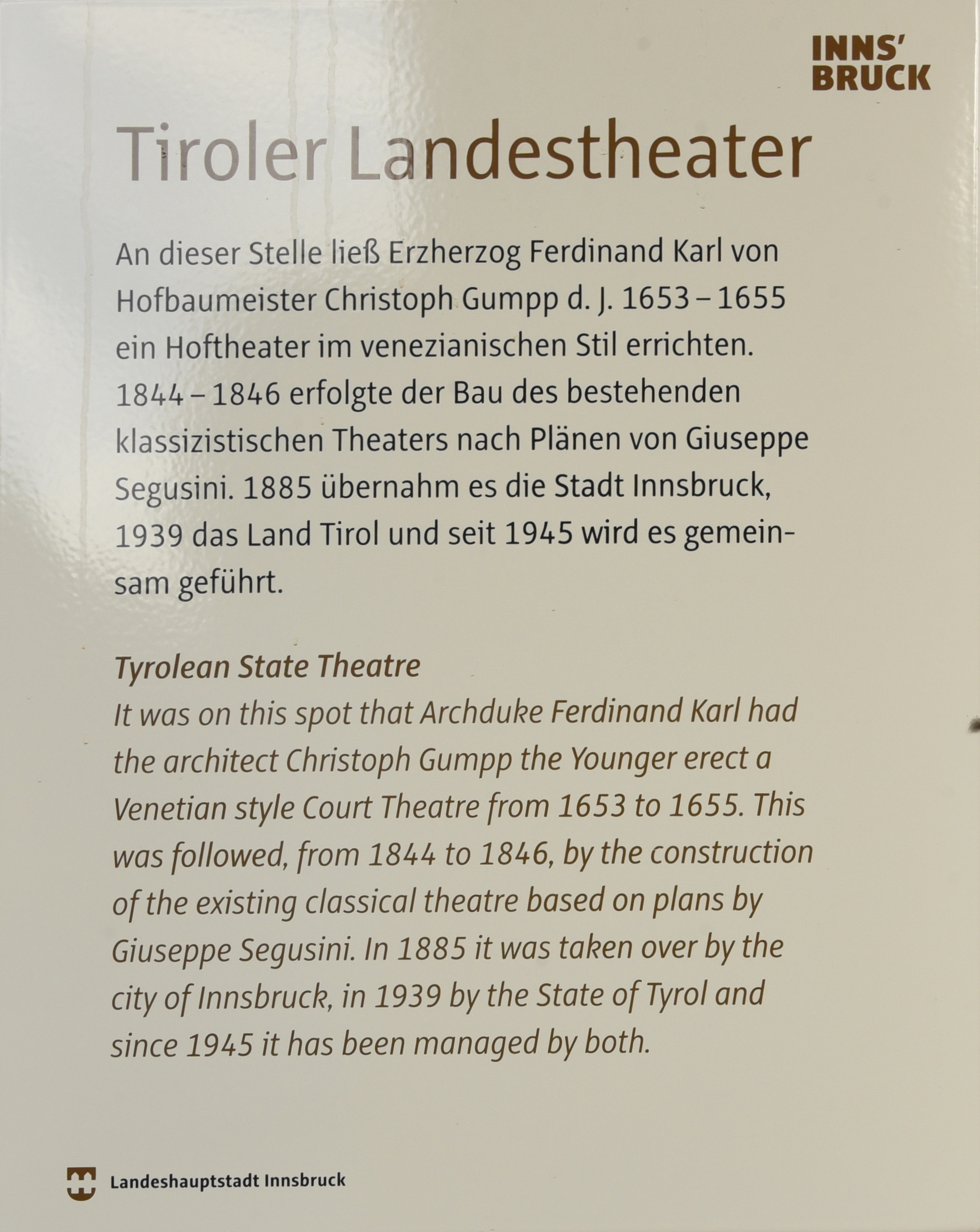

### Altes Comedihaus, Hof- und Stadttheater

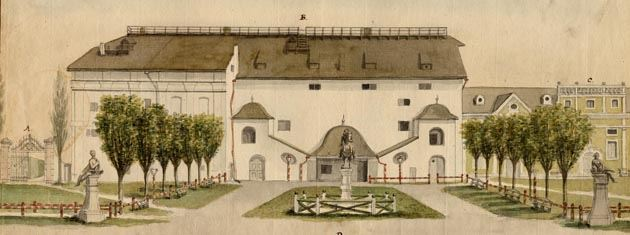
Das Hoftheater, aquarellierte Tuschpinselzeichnung von Joseph Leopold Strickner, 1801

Es wurde 1629 vom Architekten Christoph Gumpp den Jüngeren aus einem der Ballspielhäuser am Rennplatz zu einem Comedihaus umfunktioniert – die große Schaubühne des Erzherzogs Leopold. 1654 wurde ein neues von Christoph Gumpp erbautes Haus auf der anderen Seite des Rennwegs eröffnet, exakt dort, wo das heutige Landestheater steht. 1765 wurde das Hoftheater renoviert. Das Innsbrucker Theater hieß zur bayerischen Besatzungszeit 1805 Königlich bayrisches Hof-Nationaltheater. 1844 wurde es wegen Baufälligkeit geschlossen.

### Neues Tiroler Landestheater

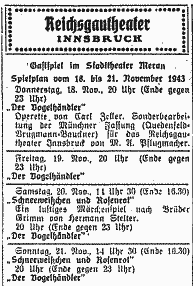
Bozner Tagblatt vom 15. November 1943: Aufführungen des Reichsgautheaters Innsbruck im Stadttheater Meran

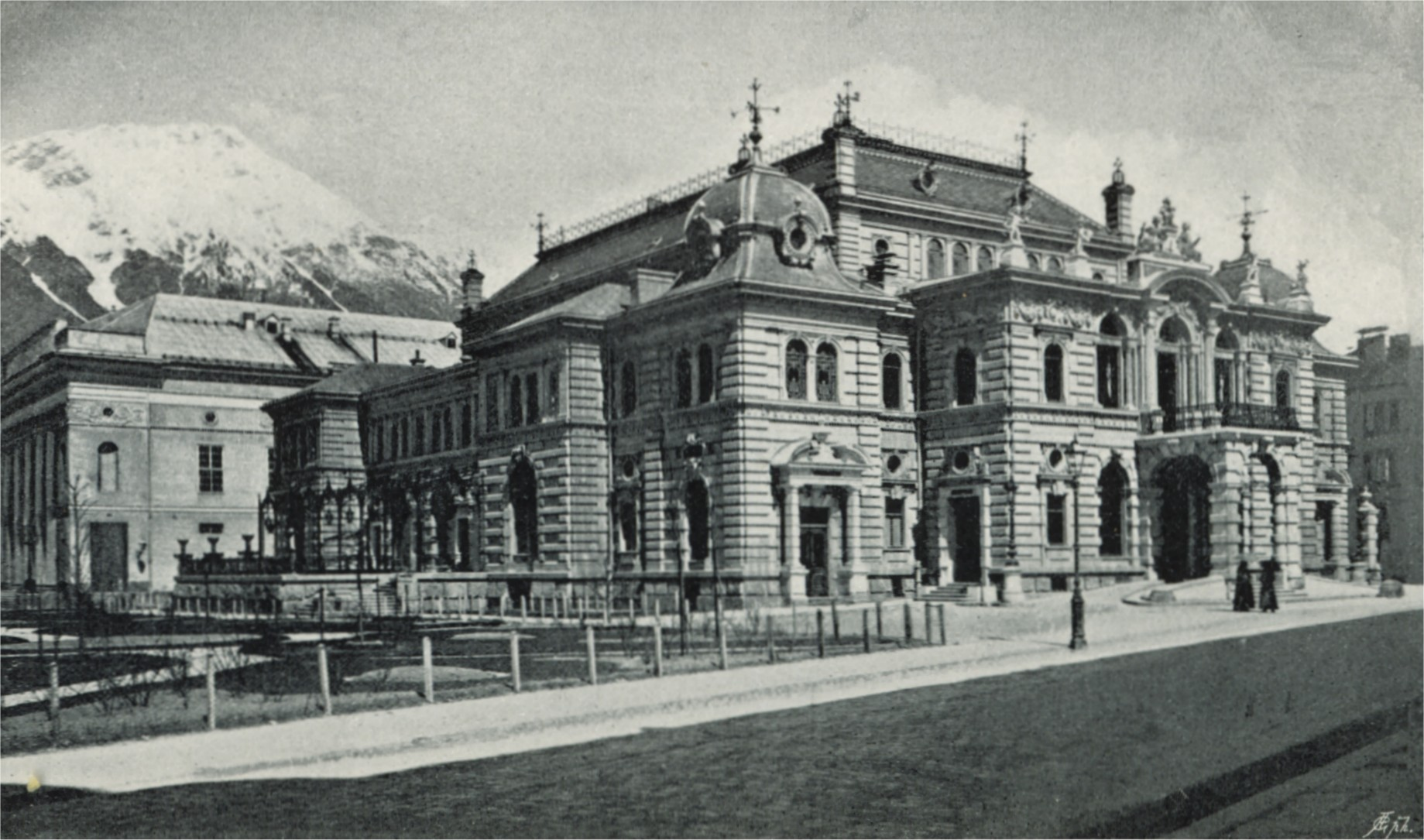
Neues Innsbrucker Stadttheater, vorne das Casineum (Alte Stadtsäle, zerbombt 1945), Ansicht späteres 19. Jh.

Eine Theatergesellschaft konstituierte sich und brachte für einen Neubau 40.000 Gulden auf. Das neue Haus wurde nach den Entwürfen von Giuseppe Segustini, einem italienischen Architekten, gebaut. Die geplanten Giebelfiguren und Nischenskulpturen wurden aus Kostengründen nicht umgesetzt. Das neue Haus wurde 1846 eröffnet. Aus dem Innsbrucker Stadttheater wurde von 1938 bis 1945 das Reichsgautheater Innsbruck, nach Ende des Zweiten Weltkriegs 1945/1946 das Tiroler Landestheater. 1959 wurden die Kammerspiele im Souterrain des Stadtsaalgebäudes eröffnet. Das Tiroler Landestheater (Große Haus) wurde 1961 geschlossen und in den folgenden Jahren umgebaut und wesentlich erweitert. 1967 wurde es wieder eröffnet. 1991/1992 wurden die danebenstehenden Kammerspiele renoviert und zu einem flexiblen Raumtheater umgebaut.
2003 wurde die neue Probebühne, von den Architekten Karl und Probst aus München geplant, als Anbau an das Große Haus fertiggestellt. Das Landestheater entspricht mit seinen drei Spielorten den Anforderungen eines modernen Bühnenbetriebes und stellt sicher, dass in Innsbruck weiterhin anspruchsvoll gestaltetes Theater stattfinden kann. Im Rahmen der Baumaßnahmen von 2003 wurden auch die Fassade des Landestheaters renoviert und der Vorplatz neu gestaltet. Die Stadtsäle mit den Kammerspielen direkt neben dem großen Haus wurden 2015/2016 abgerissen. An gleicher Stelle wurde 2018 das Haus der Musik eröffnet, das unter anderem eine kleine Studiobühne („Black Box“) und die neuen Kammerspiele mit etwa 200 Sitzplätzen sowie einen Probensaal für das Tiroler Symphonieorchester und Räumlichkeiten für das Tiroler Landeskonservatorium enthält. Überdies findet das Institut für Musikwissenschaft der Universität Innsbruck Platz.

## Geschichte
Auf dem Platz des heutigen Theaters am Rennweg 2 stand ab 1654 ein „Comedihaus“ nach venezianischem Vorbild mit Platz für etwa 1.000 Zuschauer. Dieses Theater war das erste frei stehende Opernhaus im deutschen Sprachraum und darüber hinaus das erste, das zudem fest angestelltes Personal beschäftigte. Die Eröffnung erfolgte 1654 mit Antonio Cestis La Cleopatra, seinem für Innsbruck umgearbeiteten Il Cesare Amante. Die folgende Ära wurde von Prunkopern des Kammerkapellmeisters Cesti beherrscht, so mit Darbietungen zu Ehren Königin Christines von Schweden 1655 (L’Argia) und 1662 (La Magnanimità d’Alessandro).
1692 und 1698 erklang L’Amazone Corsara des Hofkomponisten C. A. Badia. 1709 wurde das Theater anlässlich des Besuches König Friedrichs IV. von Dänemark renoviert. Eine weitere Renovierung des nunmehrigen „k. k. Hoftheaters“ erfolgte 1765 anlässlich der Hochzeitsfeierlichkeiten Erzherzog Leopolds (Leopold II.) mit Maria Luise von Bourbon-Spanien; wiedereröffnet wurde mit J. A. Hasses Romulo ed Ersilia. 1774 bis 1776 war Emanuel Schikaneder als Sänger und Schauspieler zu Gast am Innsbrucker Theater, vermutlich erhielt er hier die Anregung zu seinem Tyroler Wastl; 1769 hatten Michael Haydn und seine Frau Maria Magdalena hier auf der Bühne gestanden. Mozarts Zauberflöte wurde erstmals 1795 gespielt. Nach 1820 weilten mehrmals italienische Operngesellschaften am Innsbrucker Theater, sie brachten u. a. 1822 Tancredi, 1824 Il Turco in Italia, 1826 einen Barbier von Sevilla, vermutlich jeweils in der Vertonung von Rossini. 1823 wurde erstmals Carl Maria von Webers Freischütz inszeniert, 1838 Beethovens Fidelio. 1844 wurde ein Neubau in Angriff genommen.
1846 wurde der Neubau mit Lucrezia Borgia von Donizetti feierlich eröffnet. 1886 übernahm die Stadtgemeinde Innsbruck das nun als Stadttheater bezeichnete Haus in ihr Eigentum. Während des 19. Jahrhunderts erschienen immer wieder Opern führender Komponisten auf dem Spielplan, u. a. Flotows Alessandro Stradella (1847) und Martha (1849), Meyerbeers Hugenotten (1848) und Prophet (1852), Lortzings Wildschütz (1851), Waffenschmied (1861) und Undine (1862), Verdis Ernani (1849), Wagners Tannhäuser (1873), Fliegender Holländer (1880) und Lohengrin (1882, 1885). 1908 gelangte Salome von Richard Strauss zur Erstaufführung in Innsbruck.
Ab Herbst 1919 spielte man erstmals mit einem ständigen Opernensemble. 1939 wurde das Stadttheater dem Gauleiter sowie dem Land Tirol untergeordnet und zum Reichsgautheater Tirol-Vorarlberg zusammengeschlossen; das Orchester stellte schon seit 1928 die Stadt Innsbruck bei. Am 24. November 1940 weilte Richard Strauss zur erneuten Aufführung seiner Salome in Innsbruck, die Hans Georg Ratjen dirigierte, laut Strauss eine „ganz hervorragende und vorbildliche Aufführung“. 1944 wurde noch der Rosenkavalier unter Ratjen zur Aufführung gebracht. Nach Kriegsende nahm das TLT schon am 31. Juni 1945 mit Wiener Blut seinen Spielbetrieb auf, die Zauberflöte und der Troubadour folgten. Das erste Musical wurde 1958 aufgeführt: Cole Porters Kiss me Kate.
Mit der Gründung der Tiroler Landestheater und Orchester GmbH Innsbruck wurde 2005 eine Veranstaltungsholding geschaffen. Bei deren Finanzierung wurde der Aufteilungsschlüssel zwischen Stadt und Land zugunsten der Stadt Innsbruck angepasst (55:45 – dies entspricht einer Entlastung der städtischen Finanzen von mehr als 700.000 Euro jedes Jahr).

## Leitung

### Intendantinnen und Intendanten
| von     | bis  | Name                      |
| ------- | ---- | ------------------------- |
| 1938    | 1939 | Robert Hellwig            |
| 1939    | 1945 | Max Alexander Pflugmacher |
| 1945    | 1949 | Robert Pleß               |
| 1949    |      | Kurt Labatt               |
| 1949    | 1952 | Paul Schmid               |
| 1952    | 1967 | Karl Goritschan           |
| 1967    | 1992 | Helmut Wlasak             |
| 1992    | 1999 | Dominique Mentha          |
| 1999    | 2012 | Brigitte Fassbaender      |
| 2012    | 2023 | Johannes Reitmeier        |
| 2023    |      | Irene Girkinger           |
| Quelle: |      |                           |

### Chefdirigenten (unvollständig)
| von     | bis  | Name                |
| ------- | ---- | ------------------- |
| 1945    | 1971 | Siegfried Nessler   |
|         |      |                     |
| 1979    | 1992 | Edgar Seipenbusch   |
| 1992    | 1997 | Kasper de Roo       |
| 1997    | 2004 | Georg Schmöhe       |
|         |      |                     |
| 2005    | 2008 | Aleksandar Marković |
|         |      |                     |
| 2012    | 2015 | Alexander Rumpf     |
|         |      |                     |
| 2019    | 2023 | Lukas Beikircher    |
| 2024    |      | Gerrit Prießnitz    |
| Quelle: |      |                     |

## Uraufführungen
- 1895: Franz Kranewitter: Um Haus und Hof
- 1986: Felix Mitterer: Kein schöner Land
- 1992: Elfriede Jelinek: Präsident Abendwind
- 1996: Anton Ruppert: Baumeister Solness
- 1996: Egon A. Prantl: Terror
- 1996: Elfriede Jelinek: Gustav Ernst
- 1996: Thomas Hürlimann, Heinz. D. Heisl: Jubiläum, Jubiläum
- 1997: Kurt Lanthaler: Heisse Hunde.Hot Dogs
- 1999: Felix Mitterer: Tödliche Sünden
- 2002: Eduard Demetz: Häftling von Mab
- 2003: Matthias Kessler: Menschen Mörder
- 2003: Jochen Ulrich: Caravaggio (Malerportrait für Tanztheater)
- 2004: Akos Banlaky, Christof Dienz, Jury Everhartz, Gilbert Handler, Peter Planyavsky, Kurt Schwertsik, Wolfram Wagner: 7 Operellen
- 2005: René Freund: Schluss mit André
- 2005: Lode Devos: Dreamboy gesucht
- 2006: Akos Banlaky: Under Milk Wood
- 2007: René Clemencic, Johanna Doderer, Jury Everhartz, Ulrich Küchl, Klaus Lang, Hannes Raffaseder, Herwig Reiter: 7 Operellen 2
- 2010: Stephan Kanyar/Brigitte Fassbaender: Lulu, das Musical
- 2010: Norbert Zehm: Cadence Macbeth
- 2012: Stephan Kanyar/Brigitte Fassbaender: Shylock!
- 2017: Teresa Dopler: Was wir wollen[17]
- 2018: Bernhard Aichner: Totenfrau (Schauspiel nach dem Thriller von Bernhard Aichner)[18]
- 2019: Thomas Arzt: Die Österreicherinnen (Kammerspiele, Regie: Felix Hafner)[19]
- 2020: Petra Maria Kraxner: Alter Ego[20]
- 2021: Franz Kafka: Die Verwandlung (Schauspiel nach der Erzählung von Franz Kafka)
- 2021: Daniel Wisser: Königin der Berge[21]
- 2022: Max Simonischek: Kafka umírá - Kafka stirbt[22]
- 2022: Otto Grünmandl / Peter Handke: Grufttheater: Weissagung[23]
- 2022: Gerhild Steinbuch: Gute Geständnisse besserer Menschen[24]
- 2022: Francesca Sanna: Geh weg, Herr Berg![25]
- 2022: Philipp J. Ehmann: Relikte aus der Zukunft[26]
- 2022: Gondelgeschichten. Dokumentarisches Theaterprojekt vom Institut für Medien, Politik und Theater[27]
- 2023: Liv Strömquist: Ich fühl's nicht[28]
- 2023: Bergkristall (Oper von Michael F. P. Huber nach der Erzählung von Adalbert Stifter)[29]
- 2024: Maria Lazar: Die Hölle auf Erden[30]
- 2024: Meriel Schindler: Café Schindler[31]

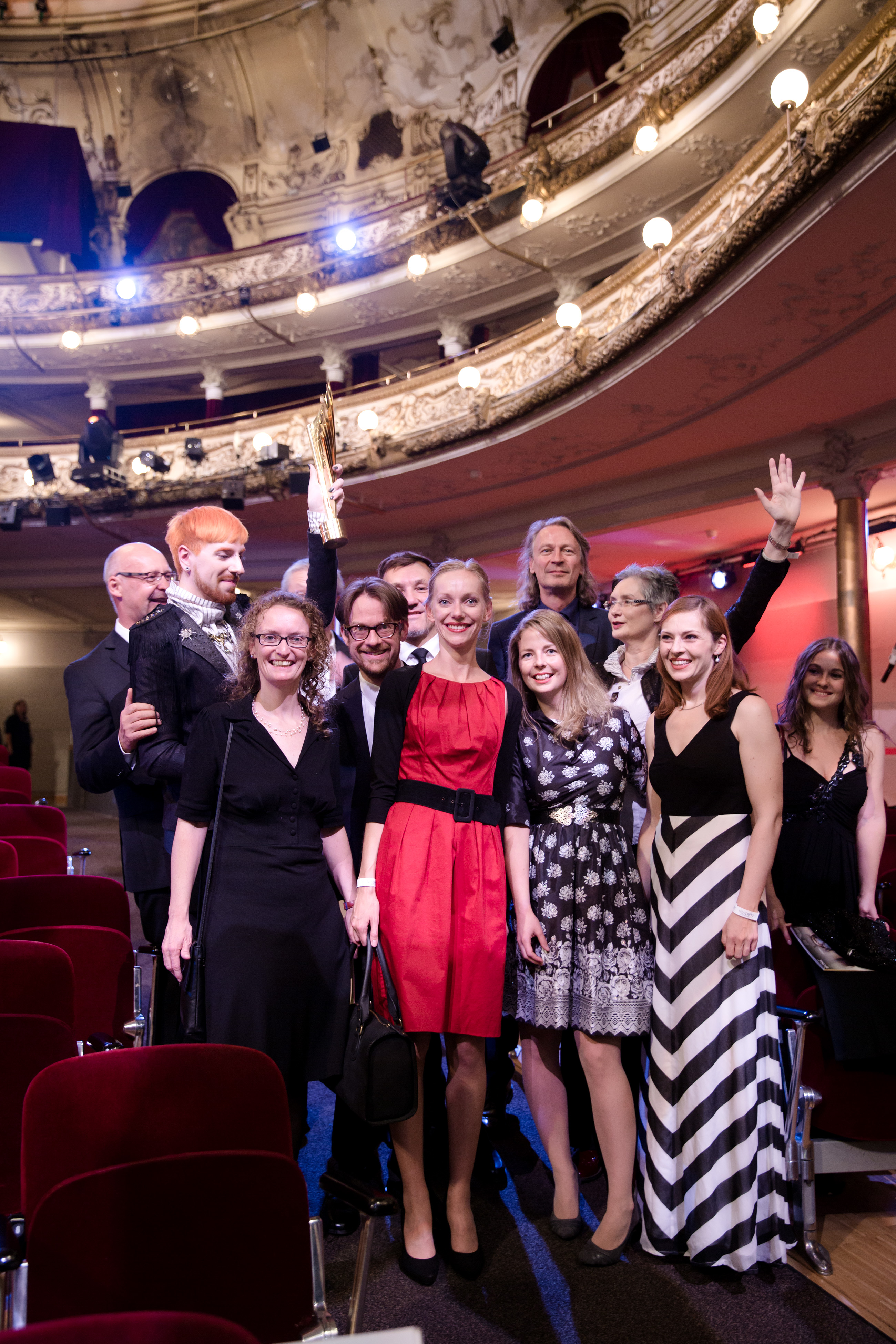
Ensemble, Regie und Team von Anna Karenina bei der Nestroy-Verleihung 2015

## Auszeichnungen
2015 wurde das Stück Anna Karenina von Armin Petras nach dem Roman von Leo Tolstoi in der Inszenierung von Susanne Schmelcher als Beste Bundesländer-Aufführung beim Nestroy-Theaterpreis ausgezeichnet.
In den Jahren seit 2013 wurde das Tiroler Landestheater mehrmals mit dem Österreichischen Musiktheaterpreis ausgezeichnet, u. a. 2020 in der Kategorie Beste Regie für die Oper Liliom (Regie: Intendant Johannes Reitmeier). 2021 wurde das Tiroler Landestheater für The Tempest in der Kategorie Beste Gesamtproduktion Ballet mit dem Österreichischen Musiktheaterpreis ausgezeichnet, sowie in der Kategorie Bester Nachwuchs weiblich für Laura Schneiderhan (in Heute Abend: Lola Blau).
2023 war das Tiroler Landestheater für zwei Nestroy-Theaterpreise nominiert für die Inszenierung von „Schnee Weiß (Die Erfindung der alten Leier)“ von Elfriede Jelinek, und zwar in den Kategorien Beste Bundesländer-Aufführung sowie Bester Nachwuchs für Ausstatterin Julia Neuhold.
Außerdem war das Tiroler Landestheater 2023 in sieben Kategorien für den Österreichischen Musiktheaterpreis nominiert, u. a. für die Beste Gesamtproduktion Musical für Sweeney Todd, Beste Hauptrolle weiblich für Jacquelyn Wagner (als Salome), Beste Nebenrolle weiblich für Susanne Langbein (als Katja in Die Passagierin) sowie Bester Nachwuchs weiblich für Annina Wachter (als Die junge Frau/Der Kleine in Der Goldene Drache). Ausgezeichnet wurde das Tiroler Landestheater mit zwei Preisen, nämlich in der Kategorie Beste Gesamtproduktion Oper für Die Passagierin (Regie: Johannes Reitmeier) und Beste Regie für Salome (Regie: Angela Denoke). 2024 erhielt das Haus einen Österreichischen Musiktheaterpreis für Annina Wachter in der Kategorie Bester Nachwuchs weiblich für die Rolle der Lakmé in der Innsbrucker Erstaufführung der Oper Lakmé von Léo Delibes. Nominiert war außerdem das Tanzstück The Great Gatsby in der Kategorie Beste Gesamtproduktion Tanz.